# Robert Grabarz
Robert « Robbie » Grabarz (né le 3 octobre 1987 à Enfield Town) est un athlète britannique, spécialiste du saut en hauteur.

## Biographie
Il se distingue en début de saison 2012 en portant son record personnel en salle à 2,34 m à Wuppertal. Il se classe sixième des Championnats du monde en salle d'Istanbul avec une barre à 2,31 m. Fin mai, il remporte le meeting Golden Gala de Rome et réalise la meilleure performance mondiale de l'année ainsi qu'un nouveau record personnel en franchissant une barre à 2,33 m à son premier essai. Il confirme son état de forme moins d'un mois plus tard au meeting Adidas Grand Prix de New York en améliorant de trois centimètres sa meilleure marque personnelle avec 2,36 m. Il est néanmoins battu au nombre d'essais par l'Américain Jesse Williams.

### Champion d'Europe, médaillé olympique (2012)
Robbie Grabarz participe aux Championnats d'Europe 2012 d'Helsinki. Il y remporte la médaille d'or du saut en hauteur en franchissant une barre à 2,31 m à sa deuxième tentative. Il devance sur le podium le Lituanien Raivydas Stanys (2,31 m également) et le Français Mickaël Hanany (2,28 m). Le 20 juillet 2012, lors du meeting Herculis de Monaco, il se classe deuxième du concours à 2,33 m au premier essai, derrière Jesse Williams (également au premier essai mais moins d'échecs que lui) et devant Derek Drouin et Erik Kynard, à 2,30 m.

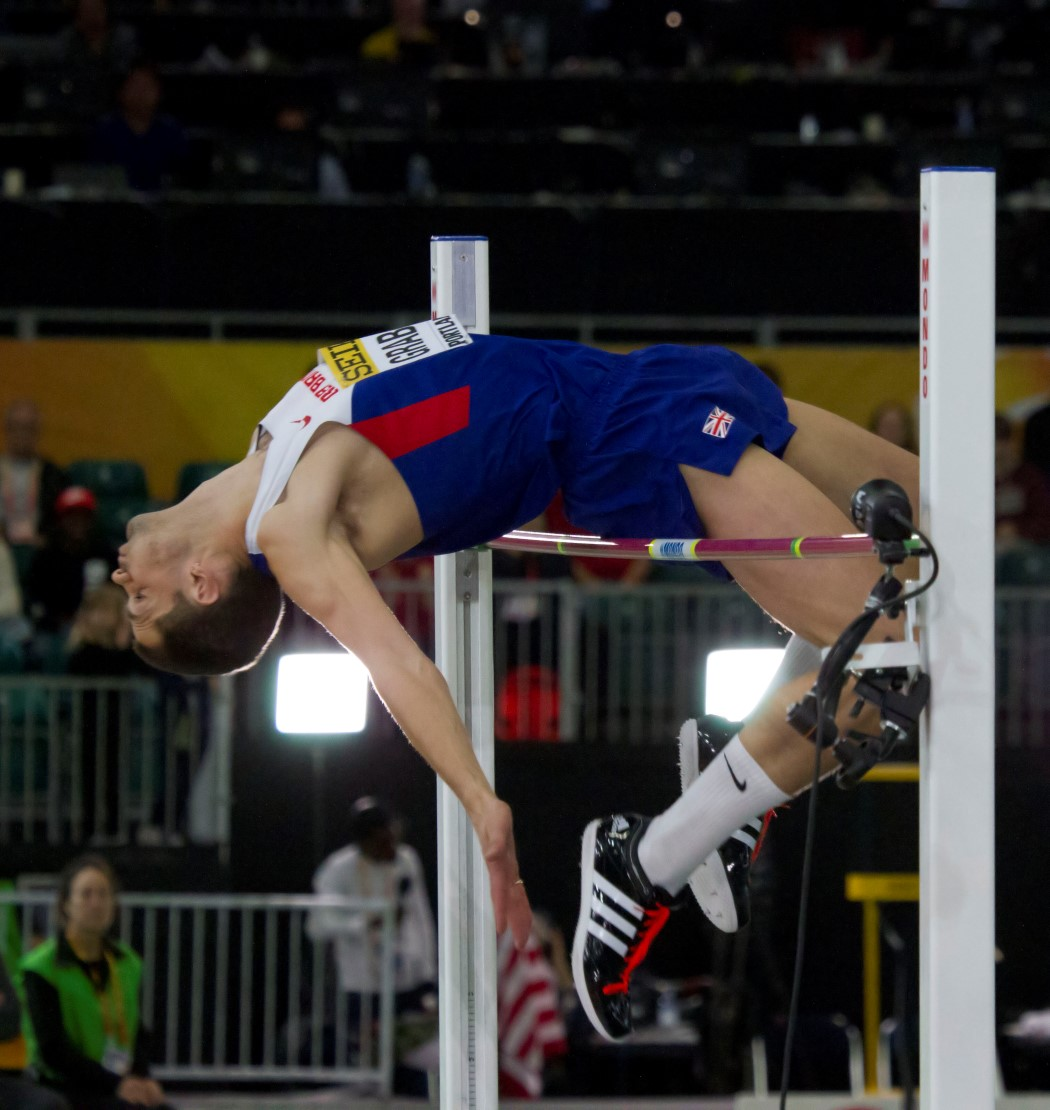
Grabarz à 2,36 m lors des mondiaux en salle 2016

Il participe aux Jeux olympiques de Londres et remporte la médaille de bronze avec 2,29 m, terminant ex æquo avec deux autres concurrents, le Canadien Derek Drouin et le Qatari Mutaz Essa Barshim. Fin août, lors du meeting Athletissima de Lausanne, Robbie Grabarz
franchit une barre à 2,37 m et améliore d'un centimètre son record personnel, en égalant le record britannique de Steve Smith. Il s'incline néanmoins face à Mutaz Essa Barshim, crédité de 2,39 m. Le 26 août à Birmingham, il bat le champion olympique Ivan Ukhov en réussissant 2,32 m.
Il fait la couverture du magazine britannique Attitude en mai 2012.

### 2013 puis blessures (2014)
En 2013, Grabarz ne se classe que sixième des Championnats d'Europe en salle de Göteborg avec 2,23 m. Blessé durant la première partie de la saison, il annule sa participation aux Championnats d'Europe par équipes. Aux Championnats du monde de Moscou, il se classe huitième de la finale avec un saut à 2,29 m.
Des blessures viennent le gêner en 2014 : il est éliminé en qualifications des Championnats du monde en salle de Sopot avec 2,25 m et ne réalise pas de saison estivale. En 2015, il revient sur la scène et réalise son meilleur saut de la saison avec 2,28 m. Il est éliminé en qualifications des Championnats du monde de Pékin (2,26 m).

### Vice-champion du monde en salle et d'Europe (2016)

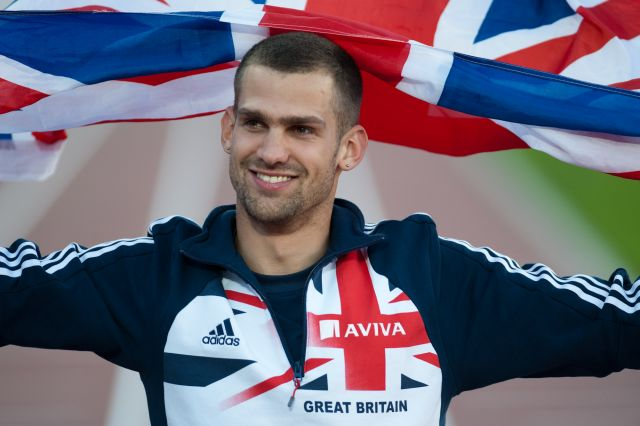
Robbie Grabarz célébrant son titre européen en 2012

En 2016, il ouvre sa saison hivernale le 16 janvier 2016 à Birmingham où il franchit 2,29 m avant d'échouer à 2,31 m. Il est devancé par son partenaire d'entrainement Italien Marco Fassinotti (2,33 m). Le 5 février à Banská Bystrica, il franchit 2,33 m à son troisième, à seulement un centimètre de son record personnel. Il se classe quatrième du concours derrière les Italiens Gianmarco Tamberi et Marco Fassinotti (2,35 m) et le Bahaméen Donald Thomas (2,33 m).
Le 19 mars 2016, Grabarz devient vice-champion du monde en salle lors des championnats du monde en salle de Portland avec un saut à 2,33 m et échoue de peu à 2,36 m. Il est devancé par l'Italien Gianmarco Tamberi. C'est sa première médaille internationale depuis sa médaille de bronze des Jeux de Londres en 2012 et retrouve un grand espoir après ses nombreuses blessures. Le 2 juin 2016, il termine deuxième du Golden Gala, battu par l'Ukrainien Bohdan Bondarenko.
Le 10 juillet, Grabarz devient vice-champion d'Europe à l'occasion des Championnats d'Europe d'Amsterdam avec un saut à 2,29 m, reglanant une nouvelle médaille après son sacre en 2012. Il est de nouveau devancé par Gianmarco Tamberi (2,32 m). 5 jours plus tard, il prend la 4e place du Meeting Herculis de Monaco avec 2,31 m, sa meilleure performance de la saison.
Il échoue au pied du podium des Jeux olympiques de Rio avec 2,33 m.
Blessé en début de saison, Robbie Grabarz ouvre sa saison hivernale le 12 février lors des Championnats britanniques où il se classe 2e avec 2,25 m. Le 5 mars, il devient vice-champion d'Europe en salle à Belgrade avec 2,30 m, son meilleur saut de la saison, battu par le favori Polonais Sylwester Bednarek (2,32 m).
Lors de la saison en plein air, il franchit 2,31 m lors du meeting de Doha, devancé uniquement par Mutaz Essa Barshim. Il égale cette marque le 10 août, en qualifications des Championnats du monde de Londres, où il rejoint la finale. Il termine 6e de la finale avec 2,25 m.

### Retraite (2018)
9e des championnats du monde en salle de Birmingham et 12e des Jeux du Commonwealth de Gold Coast en mars et avril 2018, Robbie Grabarz annonce le 17 mai suivant la fin de sa carrière. Agé de 30 ans, le britannique explique ne plus avoir envie de s'entraîner et de concourir.

## Palmarès
| Date | Compétition                       | Lieu             | Résultat | Marque  |
| ---- | --------------------------------- | ---------------- | -------- | ------- |
| 2006 | Championnats du monde juniors     | Pékin            | 12e      | 2,05 m  |
| 2009 | Championnats d'Europe espoirs     | Kaunas           | 11e      | 2,18 m  |
| 2012 | Championnats du monde en salle    | Istanbul         | 6e       | 2,31 m  |
| 2012 | Championnats d'Europe             | Helsinki         | 1er      | 2,31 m  |
| 2012 | Jeux olympiques                   | Londres          | 2e       | 2,29 m  |
| 2012 | Ligue de diamant                  | Ligue de diamant | 1er      | détails |
| 2013 | Championnats d'Europe en salle    | Göteborg         | 6e       | 2,23 m  |
| 2013 | Championnats du monde             | Moscou           | 7e       | 2,29 m  |
| 2013 | Ligue de diamant                  | Ligue de diamant | 5e       | détails |
| 2015 | Championnats d'Europe par équipes | Tcheboksary      | 6e       | 2,22 m  |
| 2016 | Championnats du monde en salle    | Portland         | 2e       | 2,33 m  |
| 2016 | Championnats d'Europe             | Amsterdam        | 2e       | 2,29 m  |
| 2016 | Jeux olympiques                   | Rio de Janeiro   | 4e       | 2,33 m  |
| 2016 | Ligue de diamant                  | Ligue de diamant | 3e       | détails |
| 2017 | Championnats d'Europe en salle    | Belgrade         | 2e       | 2,30 m  |
| 2017 | Championnats du monde             | Londres          | 6e       | 2,25 m  |
| 2018 | Championnats du monde en salle    | Birmingham       | 9e       | 2,20 m  |
| 2018 | Jeux du Commonwealth              | Gold Coast       | 12e      | 2,18 m  |

## Records
| Épreuve         | Épreuve      | Performance | Lieu      | Date            |
| --------------- | ------------ | ----------- | --------- | --------------- |
| Saut en hauteur | En plein air | 2,37 m (NR) | Lausanne  | 23 août 2012    |
| Saut en hauteur | En salle     | 2,34 m      | Wuppertal | 21 janvier 2012 |

### Meilleures performances de l'année
| Année | Marque | Date                                     | Lieu                                    | Rang |
| ----- | ------ | ---------------------------------------- | --------------------------------------- | ---- |
| 2005  | 2,22 m | 19 juin 2005                             | Ware                                    | 82e  |
| 2006  | 2,20 m | 26 février 2006                          | Birmingham                              | 113e |
| 2007  | 2,21 m | 25 août 2007                             | Londres                                 | —    |
| 2008  | 2,27 m | 1er juin 2008                            | Bedford                                 | 34e  |
| 2009  | 2,23 m | 21 février 2009                          | Birmingham                              | 80e  |
| 2010  | 2,28 m | 28 août 2010                             | Cardiff                                 | 18e  |
| 2011  | 2,28 m | 31 juillet 2011                          | Birmingham                              | 29e  |
| 2012  | 2,37 m | 23 août 2012                             | Lausanne                                | 3e   |
| 2013  | 2,31 m | 10 février 2013 30 juin 2013             | Sheffield Birmingham                    | 12e  |
| 2014  | 2,27 m | 15 février 2014                          | Birmingham                              | 44e  |
| 2015  | 2,28 m | 5 juillet 2015                           | Birmingham                              | 39e  |
| 2016  | 2,33 m | 4 février 2016 19 mars 2016 16 août 2016 | Banská Bystrica Portland Rio de Janeiro | 8e   |
| 2017  | 2,31 m | 5 mai 2017 11 août 2017                  | Doha Londres                            | 8e   |
| 2018  | 2,30 m | 6 janvier 2018                           | Birmingham                              |      |